# أوليفر بيلمونت
أوليفر بيلمونت (بالإنجليزية: Oliver Belmont) هو خبير مالي ونجم اجتماعي وسياسي أمريكي، ولد في 12 نوفمبر 1858 في نيويورك في الولايات المتحدة، وتوفي في 10 يونيو 1908 في نيويورك في الولايات المتحدة بسبب التهاب الزائدة الدودية. حزبياً، نشط في الحزب الديمقراطي. وقد انتخب عضو مجلس النواب الأمريكي الدائرة الكونغرسية الثالثة عشر لنيويورك ‏ (4 مارس 1901 – 3 مارس 1903).